# 選択債権
選択債権（せんたくさいけん）とは、債権の目的が数個の給付の中から選択によって定まる債権（民法406条）。

## 選択債権の意義
例えば、特定の馬または特定の絵画のどちらかを与えるとの贈与契約などがこれにあたる。
選択の対象となる給付は、特定的なものに限らず種類的なものであってもよく（種類選択債権という）、この場合に種類的給付が選択されたときには、通常の一つの種類債権と同様に特定ののちに履行されることとなる。
給付対象の各部分の個性が重視される点で選択債権は限定種類債権とは異なる。判例によれば、土地の一部を目的とする賃貸借において、契約の目的の趣旨に適した場所が相当数ある場合、その賃借部分を特定して引き渡す債務は選択債務であるとする（最判昭42・2・23民集21巻1号189頁）。
また、給付の一個が不能となっても他に給付が残存する限り履行不能とはならない点で、選択債権は本来的給付の不能により履行不能となる任意債権（一個の本来的給付に代えて相手方の同意を必要とせずに他の給付に代える代用権（補充権）が認められ債権をいう）とも異なる。
選択債権は当事者間の合意あるいは法律の規定（民法196条2項、民法608条2項など）によって生じる。

## 選択債権における選択

### 選択権の帰属
選択権は原則として債務者に属する（民法406条）。ただし、特約により債権者あるいは第三者とすることもできる。
債権が弁済期にある場合において、相手方から相当の期間を定めて催告をしても、選択権を有する当事者がその期間内に選択をしないときは、その選択権は相手方に移転する（民法408条）。 
第三者が選択権をもつ場合において、第三者が選択をすることができず、又は選択をする意思を有しないときは、選択権は債務者に移転する（民法409条2項）。

### 選択権の行使
選択権は相手方に対する意思表示によって行使する（民法407条1項）。この意思表示は、相手方の承諾を得なければ撤回することができない（民法407条2項）。
第三者が選択をすべき場合には、その選択は債権者又は債務者に対する意思表示によってする（民法409条1項）。

### 不能による選択債権の特定
債権の目的である給付の中に不能のものがある場合において、その不能が選択権を有する者の過失によるものであるときは、債権は、その残存するものについて存在する（民法410条）。2017年改正の民法（2020年4月1日法律施行）で民法410条は変更された。
- 旧民法410条は、債権の目的である給付の中に、原始的不能・後発的不能となったものがあるときは、債権は、その残存するものについて存在するとし（旧410条第1項）、ただし選択権を有しない当事者の過失によって給付が不能となったときにはこの特定を生じないとされていた（旧410条第2項）。
- 2017年改正の民法（2020年4月1日法律施行）により、給付の不能が選択権を有する者の過失によるものであるときにのみ、債権は残存するものについて存在するとされた（410条）。この改正で選択権を有する者の過失によって給付が不能となった場合でない限り、債権は特定せず、選択権者は不能となった給付を選択して契約を解除できることになった[4]。旧法では給付の不能が選択権を有する者の過失によるものであるときには特定しないとされていたが、新法では特定しない場合を両当事者のいずれにも過失がない場合に拡張し選択の自由を認めている[4]。

## 選択債権における選択の効果
選択によって債権の目的は特定する。先述の通り、種類的給付が債権の目的として選択された場合には、通常の一つの種類債権と同様に特定（種類債権としての特定）ののちに履行されることとなる。
選択の効力は債権発生時に遡及する（民法411条本文）。なお、民法411条但書は「第三者の権利を害することはできない」と定めるが、多くの場合には公示の原則に基づき対抗問題すなわち対抗要件の有無や先後を判断して決せられるべき問題（民法177条・民法178条）とされ、この但書は存在意義に乏しいとされる。